# Władimir Bieszanow
Władimir Wasiljewicz Bieszanow (ur. 1962 w Brześciu) – rosyjski oficer, historyk i pisarz.

## Życiorys
Służył jako oficer w radzieckiej marynarce wojennej. Osiem lat spędził we Flocie Północnej i Flocie Czarnomorskiej. Wystąpił ze służby wojskowej po rozpadzie ZSRR w stopniu kapitana III rangi. Od 1996 wykłada dzieje wojskowości na Uniwersytecie Pedagogicznym w Brześciu (Białoruś). Mieszka w Brześciu.
Jest współpracownikiem polskiego dwumiesięcznika dotyczącego historii wojskowości Wojsko i Technika – Historia.
Ze względu na bezkompromisową krytykę błędów przywódców ZSRR w okresie II wojny światowej i rewizjonistycznych ambicji jego prace spotkały się ze znaczną polemiką wśród rosyjskich historyków.

## Książki przełożone na język polski
- Obrona Leningradu. Historia bez retuszu ISBN 978-83-11-11441-8.
- Kadry decydują o wszystkim ISBN 978-83-92-62055-6.
- 1943 – rok przełomu ISBN 978-83-93-04613-3.
- Rok 1944. Dziesięć uderzeń Stalina. Warszawa: Bellona, 2011. ISBN 978-83-11-12031-0.
- Pogrom pancerny 1941. Warszawa: Bellona, 2015. ISBN 978-83-11-11530-9.
- Twierdza Brzeska ISBN 978-83-11-12419-6.
- Twardy pancerz ISBN 978-83-11-12702-9.
- 1945 – rok zwycięstwa ISBN 978-83-64-06600-9.
- Latające trumny Stalina ISBN 978-83-11-13005-0.
- Ślepy bóg wojny. Armia Czerwona pod ogniem własnej artylerii. 2014. ISBN 978-83-11-13079-1.
- Czerwony blitzkrieg 1939-1940 ISBN 978-83-11-13730-1.